# Nolidia carolina
Nolidia carolina är en fjärilsart som beskrevs av Van Son 1933. Nolidia carolina ingår i släktet Nolidia och familjen trågspinnare. Inga underarter finns listade i Catalogue of Life.